# Síndrome aguda da radiação
Síndrome aguda de radiação (em sua sigla inglesa, ARS), também conhecida como envenenamento radioativo, envenenamento por radiação ou doença de radiação, é uma coleção de efeitos para a saúde que aparecem no prazo de 24 horas após a exposição a grandes quantidades de radiação ionizante. A radiação provoca a degradação celular devido a danos ao DNA e a outras estruturas moleculares fundamentais das células em vários tecidos; esta destruição, em particular afeta a capacidade de reprodução das células. Os sintomas podem começar dentro de uma ou duas horas e podem durar vários meses. O termo "aguda" refere-se a um problema médico grave que ocorre rapidamente.
O início e o tipo dos sintomas dependem da exposição à radiação. Doses relativamente menores resultam em efeitos gastrointestinais, como náuseas e vômitos, além de sintomas relacionados à queda dos hemogramas, como predisposição a infecções e hemorragias. Doses relativamente maiores podem resultar em efeitos neurológicos e morte rápida. O tratamento da síndrome aguda da radiação é geralmente de suporte, com transfusões de sangue e antibióticos, com alguns tratamentos mais agressivos, como a transfusões de medula óssea, que pode ser necessária em casos extremos.
Sintomas semelhantes podem surgir meses ou anos após a exposição crônica, quando a taxa de radiação é demasiadamente baixa para provocar a forma aguda da doença. A exposição à radiação também pode aumentar a probabilidade de desenvolvimento de algumas outras doenças, principalmente diferentes tipos de cânceres.

## História
Os efeitos agudos da radiação ionizante foram observados pela primeira vez quando Wilhelm Röntgen submeteu intencionalmente seus dedos aos raios-X em 1895. Ele publicou suas observações sobre as queimaduras que se desenvolveram e que depois cicatrizaram, e as atribuiu erroneamente ao ozônio. David Walsh estabeleceu os primeiros sintomas da doença por radiação em 1897.
A ingestão de materiais radioativos causou muitos casos de cânceres induzidos por radiação na década de 1930, mas ninguém foi exposto a doses altas o suficiente e em taxas elevadas para desenvolver a Síndrome Aguda da Radiação.
Os bombardeios atômicos de Hiroshima e Nagasaki resultaram em altas doses de radiação para um grande número de japoneses, permitindo uma melhor compreensão de seus sintomas e perigos. O cirurgião Terufumi Sasaki, do Hospital da Cruz Vermelha, liderou pesquisas intensivas sobre a síndrome nas semanas e meses seguintes aos bombardeios de Hiroshima e Nagasaki. Sasaki e sua equipe puderam monitorar os efeitos da radiação em pacientes, levando ao estabelecimento de três estágios registrados da síndrome. Cerca de 25 a 30 dias após a explosão, Sasaki observou uma forte queda no número de glóbulos brancos no sangue e estabeleceu que essa redução, juntamente com sintomas de febre, como padrões prognósticos para a Síndrome da Radiação Aguda.